# Ribarice
Ribarice (Servisch cyrillisch Рибарице) is een plaats in de Servische gemeente Loznica. De plaats telt 407 inwoners (2002).